# Cal Garriga (Banyeres del Penedès)
Cal Garriga és una casa del poble de Saifores, al municipi de Banyeres del Penedès (Baix Penedès) inclosa en l'Inventari del Patrimoni Arquitectònic de Catalunya. La façana que dona al carrer Major és la part del darrere de la casa. Presenta les antigues façanes de dues cases. La núm. 5 fou comprada per engrandir la casa. Pel que fa a l'edifici núm. 3, els baixos consten d'una porta d'arc de mig punt tapiada (correspon al celler), damunt la qual hi ha restes d'un escut d'armes. A la dreta hi ha una finestra amb marc de pedra i llinda amb dues dents. A l'esquerra hi ha una finestra nova amb reixat. El pis noble consta d'una gran finestra amb base, trencaaigües i arc rebaixat, a cada banda té una finestra rectangular de construcció posterior.
A la casa núm. 5 ressalta la data 1765 a la porta d'entrada i unes finestretes amb llinda dentada que presenten una creu grega en relleu. La part del davant de la casa presenta un baluard amb portalada d'arc rebaixat i els dos pisos de l'habitatge. A l'esquerra s'alça una torre amb cobertes de dues vessants i tres finestres de mig punt. Destacar el sostre del celler que presenta un teixit de troncs i branques d'arbre.
La part antiga de la casa és la del carrer Major. Abans, l'actual entrada, corresponia als darreres de la casa, el corral. El canvi en l'estructuració de la casa fou fet per tal d'aprofitar el sol, ja que la mestressa va caure malalta. La casa i les propietats eren dels Comtes del Asalto, pares de l'actual propietària (1983), que obtingué aquest lloc en herència.
Posteriorment la casa fou coneguda amb el renom dels "Masovers". En la documentació antiga el cognom dels propietaris de la hisenda és Canals.